# キマイラ

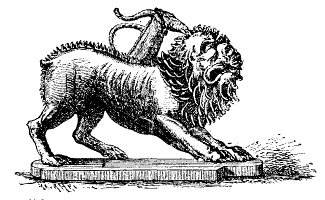
キマイラ

キマイラ（古希: Χίμαιρα, Chimaira） は、ギリシア神話に登場する怪物である。また、怪物の他にダプニスに恋したシケリア島のニュンペーにも同名の者がいる。

## 概要
ラテン語ではキマエラ (Chimæra, Chimaera)、ヨーロッパのいくつかの言語ではキメラ (Chimera) といい、英語ではキメラ、キメイラ、またはカイメラ (Chimera)、フランス語ではシメール (Chimère) という。名前の意味は「牝山羊」である。
テューポーンとエキドナの娘。ライオンの頭と山羊の胴体、蛇（または竜）の尻尾を持ち、口からは火炎を吐く。山羊の頭を持つ女性の姿で表されることもあり、『イーリアス』では前半身がライオンで中程が山羊、後部が大蛇となっている。また、後代の絵画や彫刻では蛇の尾を持ち、胴から山羊の頭が飛び出したライオンの姿で表された。リュキアに住み、カーリア王アミソーダレース（またはアミソーダロス）に育てられたが、ペーガソスに乗る英雄ベレロポーンにより矢を射られて退治された（溶けた鉛の塊を口に注ぎ込まれて殺されたとする説も）。
父親のテューポーンが嵐の精であった様にキマイラも嵐の雲の化身と考えられた。また、キマイラは本来、獅子、山羊、竜の旗印を持つケイマロス (Kheimarrhos) に率いられた海賊団に由来するとも、リュキアのパセーリス近くにあった火山キマイラの記憶が神話化されたものだともいわれる。
この怪物は生物学におけるキメラの語源となった。

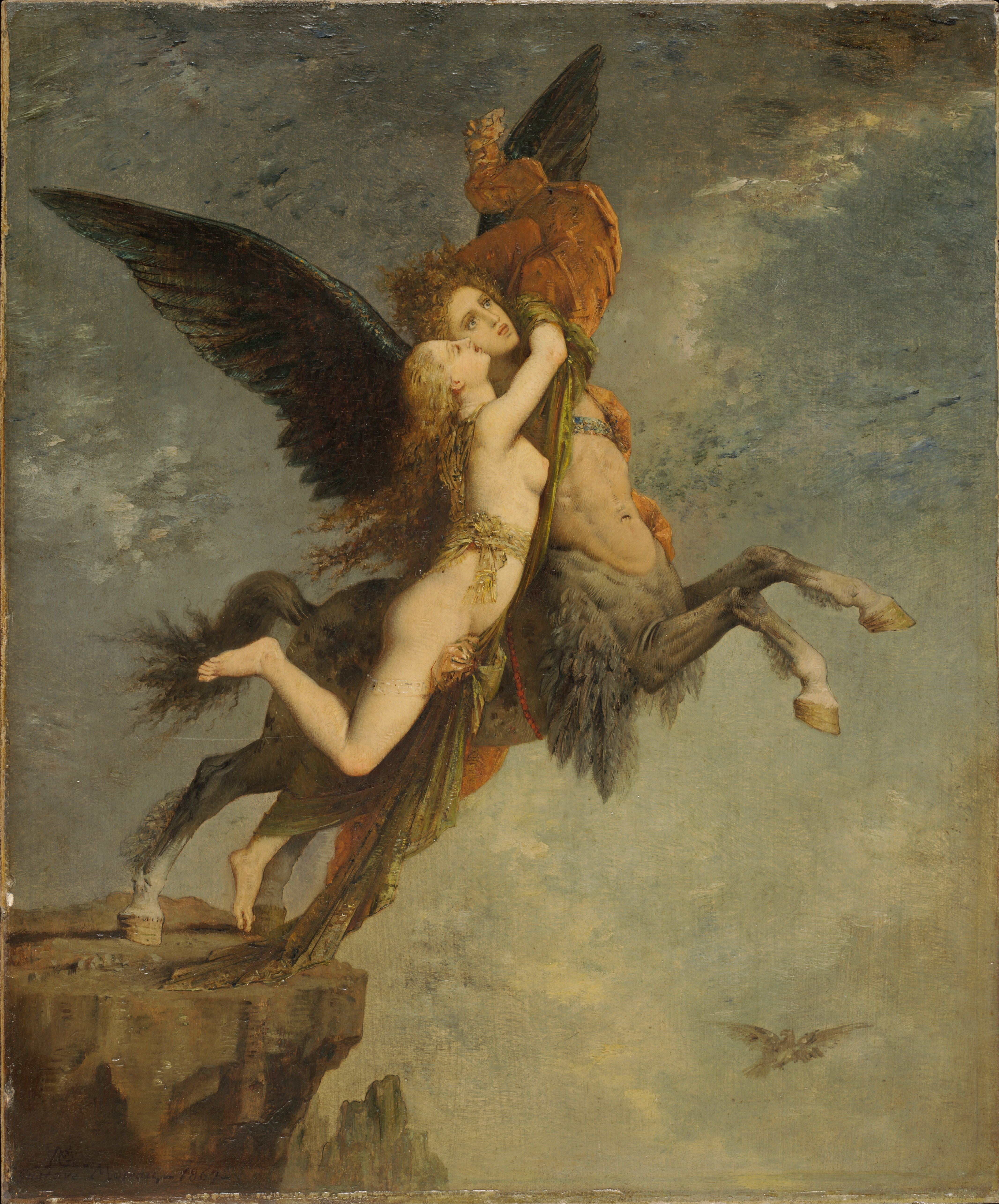
ギュスターヴ・モローの絵画『キマイラ』。1867年。フォッグ美術館所蔵。

中世のキリスト教寓意譚では、主に「淫欲」や「悪魔」といった意味付けを持って描かれた。12世紀の詩人マルボートによれば、様々な生物の要素を併せ持つ事から女性を表すとされている。この他、ライオンの部分を「恋愛における相手への強い衝動」、山羊の部分を「速やかな恋の成就」、蛇の部分を「失望や悔恨」をそれぞれ表すとされたり、その奇妙な姿から「理解できない夢」の象徴とされた。一般には、怪物の総称や妄想、空想を表わす普通名詞ともなっている。
また、フランスの画家ギュスターヴ・モローはしばしばこの名をタイトルとしながらも、翼を持ったケンタウロスの美青年など、独自の設定を課した怪物を描く作品を手がけている。

## 広義のキマイラ（キメラ）
上述のように、怪物キマイラは生物学の「キメラ」の語源となっている。ここでは、「異質なものの合成」という意味から「キメラ細胞」「キメラ生物」などの用語がつくられた。フランケンシュタインをして「キメラ合成生物」などと表現することもある。